# John Forsyth (politikus)
John Forsyth (politikus) (Fredericksburg, 1780. október 22. – Washington, 1841. október 21.) amerikai politikus, szenátor (Georgia, 1818 – 1819 és  1829 – 1834), kongresszusi képviselő, kormányzó, diplomata és külügyminiszter.

## Pályafutása
Virginiában született és a College of New Jersey-n (a mai Princetoni Egyetem elődje) végzett. A georgiai Augustába költözött, ahol jogot tanult és a szakvizsga letétele után praktizálni kezdett. 1808-ban Georgia főállamügyészének választották, 1812-ben pedig beválasztották a washingtoni képviselőházba, ahol 1813. március 4-én kezdte meg szolgálatát. Kétszer újraválasztották, de 1818-ban beválasztották a szenátusba a lemondott George Troup helyére. Itt 1818. november 23-tól 1819. február 17-ig volt csak hivatalban, mert lemondott, miután az Egyesült Államok spanyolországi nagykövete lett.
Miután megbízatása 1823-ban lejárt, ismét képviselővé választották, és kétszer újra is választották, de 1827. november 7-én lemondott. 1827-től 1829-ig Georgia kormányzója volt. 1829-ben ismét beválasztották a szenátusba, ezúttal a lemondott John M. Berrien helyére. 1829. november 9-től 1834. június 27-ig szolgált. Mandátuma ismét lemondással végződött; a szenátori posztot a külügyminiszterségre váltotta Andrew Jackson elnök kabinetjében. Az választás után Martin Van Buren, az új elnök megtartotta pozíciójában, így 1834-től 1841-es haláláig szolgált.
A washingtoni Kongresszusi Temetőben nyugszik. Emlékét a róla elnevezett park őrzi a georgiai Savannah-ban.